# Luca Sacchi
Luca Sacchi (n. 10 ianuarie 1968, Milano, Italia) este un înotător italian, medaliat olimpic. A participat la 3 ediții ale Jocurilor Olimpice (1988, 1992, 1996) în care a câștigat o medalie de bronz.